# Шпаковський Денис Вадимович
Денис Вадимович Шпаковський (біл. Дзяніс Вадзімавіч Шпакоўскі; нар. 26 травня 2001, Мінськ, Білорусь) — білоруський футболіст, воротар мінського «Динамо».

## Клубна кар'єра
Вихованець мінського «Динамо». З 2019 року почав залучатися до тренувань з основним складом, паралельно виступаючи в турнірі дублерів. Дебютував за клуб у Вищій лізі 1 грудня 2019 року в матчі останнього туру чемпіонату проти берестейського «Динамо», відігравши всі 90 хвилин. У цій зустрічі Шпаковський пропустив три м'ячі, а мінчани поступилися з рахунком 1:3.

## Кар'єра в збірній
Влітку 2018 року було вперше викликаний до складу юнацької збірної Білорусії. Дебютував в її складі 12 серпня в товариському матчі з Вірменією. Шпаковський відіграв в цьому матчі «на нуль», а білоруси виграли з мінімальним рахунком 1:0. Також у складі збірної взяв участь у відбіркових раундах до чемпіонатів Європи 2019 і 2020 років, але в жодному з матчів участі не взяв, залишаючись на лаві запасних.

## Досягнення
- Володар Суперкубка Білорусі (1):

«Динамо» (Мінськ): 2025